# Giulio Bonasone
Giulio Bonasone, ou Giulio de Antonio Buonasone ou Julio Bonoso (né à Bologne vers 1498 et mort après 1574) est un peintre et graveur italien de la Renaissance.

## Biographie

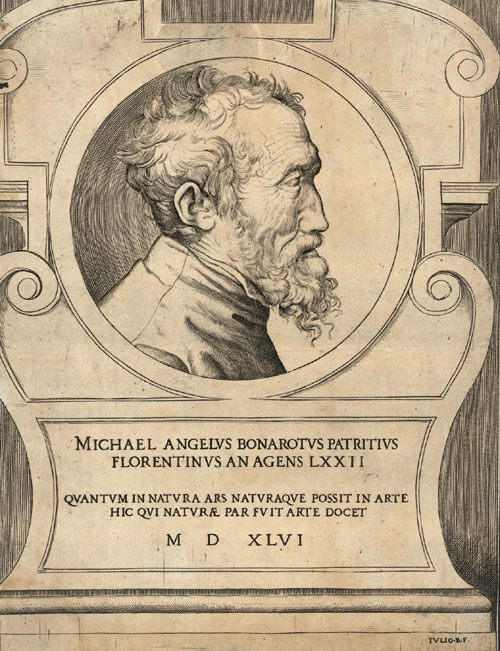
« Michel-Ange », portrait gravé.

Giulio Bonasone travaille à Bologne de 1521 à 1574 et étudie la peinture avec Lorenzo Sabbatini. Il a notamment peint un Purgatoire pour l'église de San Stefano. Il est surtout connu comme graveur, formé par Marcantonio Raimondi.
Il devient l'un des graveurs de reproduction les plus prolifiques d'Italie, étant sollicités par toutes les grandes maisons d'édition, notamment Antonio Salamanca, Antoine Lafréry et Tomasso Barlacchi. Le biographe Carlo Cesare Malvasia a recommandé Bonasone « pour sa connaissance de toutes les bonnes manières [...] pour sa grande érudition et sa riche inventivité qui caractérisent toutes ses gravures », mettant en avant la finesse de son travail et son style très personnel. Il devient membre de la Compagnia delle Quattro Arti et de la Compagnia dei Bombasari e dei Pittori.